# Laura Harling
Laura Anne Harling (née le 21 mars 1986) est une actrice, productrice de théâtre et artiste britannique connue pour ses rôles avec la Royal Shakespeare Company et le Royal Opera House. Elle a débuté en tant qu’enfant star sur scène, au cinéma et à la télévision. Après une formation post-universitaire au Drama Studio London, Harling s'est concentré sur la production théâtrale et lyrique. Elle a co-fondé le « First Draft Theatre » (2010-2017), dont elle était également directrice artistique, et a fondé en 2016 « The Dot Collective »,, un organisme à but non-lucratif qui propose des pièces de théâtre en environnements de soins,.

## Jeunesse et formation
Laura Harling est née à Eastbourne, ville britannique, importante station balnéaire du comté de Sussex de l'Est, sur la côte sud de l’Angleterre et est la fille de Kevin K. Harling et Susan M. Harling (née Extence). En 1995, âgée de neuf ans, elle joue Anna dans Morning and Evening au Hampstead Theatre, et joue la même année la petite-fille de Belle dans Un chant de Noël de Charles Dickens avec la Royal Shakespeare Company,. Harling est licenciée en beaux-arts à l'Université de Kingston, et a étudié au Drama Studio London, obtenant son diplôme en 2009.

## Filmographie
- 1996 : The Girl de Catherine Dickens : Betsy (jeune)
- 1997 : Jane Eyre de Robert Young : Jane (jeune)
- 1997 : Bodyguards de Mary McMurray : Gemma
- 1997 : Histoire de Tom Jones, enfant trouvé de Metin Hüseyin : Sophia (jeune)
- 1998 : Out of Hours de Douglas Mackinnon : Heather Craven
- 1998 : Invasion : Earth de Patrick Lau et Richard Laxton : Emily Tucker
- 1998 : Lost Souls de Jeff Woolnough : Meghan Robinson
- 1999 : Polterguests de Neville Green : Ella Grace Mendelssohn
- 1999 : Casualty de Paul Wroblewski : Poppy Brennon
- 1999 : David Copperfield de Simon Curtis : Emily (jeune)
- 2000 : Un été pour tout vivre de Suri Krishnamma : Lily
- 2001 : Gosford Park de Robert Altman : Ethel
- 2004 : Ma Tribu de Dewi Humphreys : Lucy
- 2006 : Affaires non classées de Philippa Langdale : Sylvana